# Ragnar Olson
Ragnar Olson   (Kristianstad, 10 d'agost de 1880 - Bromma, 10 de juliol de 1955) va ser un genet suec que va competir durant la dècada de 1920.
El 1928 va prendre part en els Jocs Olímpics d'Amsterdam, on va disputar dues proves del programa d'hípica. Va guanyar la medalla de plata en la prova de doma per equips i la de bronze en la de doma individual amb el cavall Günstling.